# Rachecourt
Pour les articles homonymes, voir Rachecourt (homonymie).
Rachecourt (gaumais : Ratchcou, allemand : Ressig, luxembourgeois : Réissech/Reissich, en néerlandais : Roesig) est un village ainsi qu'une section de la ville belge d'Aubange. Il est situé au sud-est du Royaume, en Région wallonne dans la province de Luxembourg.
C'était une commune à part entière avant la fusion des communes de 1977. Le village fait partie des villages fleuris de Wallonie et est principalement connu dans la région pour sa traditionnelle fête des pommes, chaque année depuis 1989 au début de l'automne.

## Géographie

### Situation
Le village se situe dans le sud de la province de Luxembourg, en Lorraine belge, à l'ouest du territoire de la ville d'Aubange.
Il est enclavé dans une vallée, juste après la deuxième cuesta de Lorraine, celle appelée cuesta charmouthienne ou encore  cuesta des macignos .
Cette cuesta des macignos, part de Montquintin, et se dirige vers Sélange traversant toute la Lorraine belge.
La région des terrasses du revers de la côte des macignos est aujourd'hui souvent couverte d'herbages ou de bois. Il s'agit d'une forme de mise en culture des versants du réseau des affluents de la Vire, qui découpe ce revers autour de Rachecourt et de villages voisins.

### La section de Rachecourt
En Belgique, une section est normalement définie par les limites des anciennes communes d'avant la fusion de 1977. À cette date, les quatre (anciennes) communes d'Athus, d'Aubange, d'Halanzy et de Rachecourt créèrent donc la « nouvelle » (et actuelle) commune d'Aubange et leurs anciens territoires en devinrent les actuelles sections.
L'actuelle section de Rachecourt ne se compose que de la localité de Rachecourt. Elle est la plus petite et la moins peuplée des quatre sections de la commune d'Aubange.

### Cours d'eau
La Vire, un affluent du Ton, prend sa source dans le bois de Pertot au sud-est du village.

### Implantation de l'habitat
La typologie des villages est encore déterminée aujourd'hui par la maison-bloc jointive. Mais il n'en fut pas toujours ainsi. Au début du XIXe siècle l'implantation était plus aérée et la jointivité était loin d'être systématique. Les bâtiments isolés étaient plus fréquents. En témoignent des percements maintenant obturés qui sont repérables dans des murs-pignons. L'implantation en retrait de la rue, à côté des autres, avec un jardin à l'arrière rendait peu à peu l'accès par l'usoir le seul possible.

## Démographie
Le graphique suivant représente l'évolution du nombre d'habitants du village de Rachecourt depuis le premier recensement de la « nouvelle » commune d'Aubange, ayant intégré celle de Rachecourt, soit en 1977 :

## Histoire

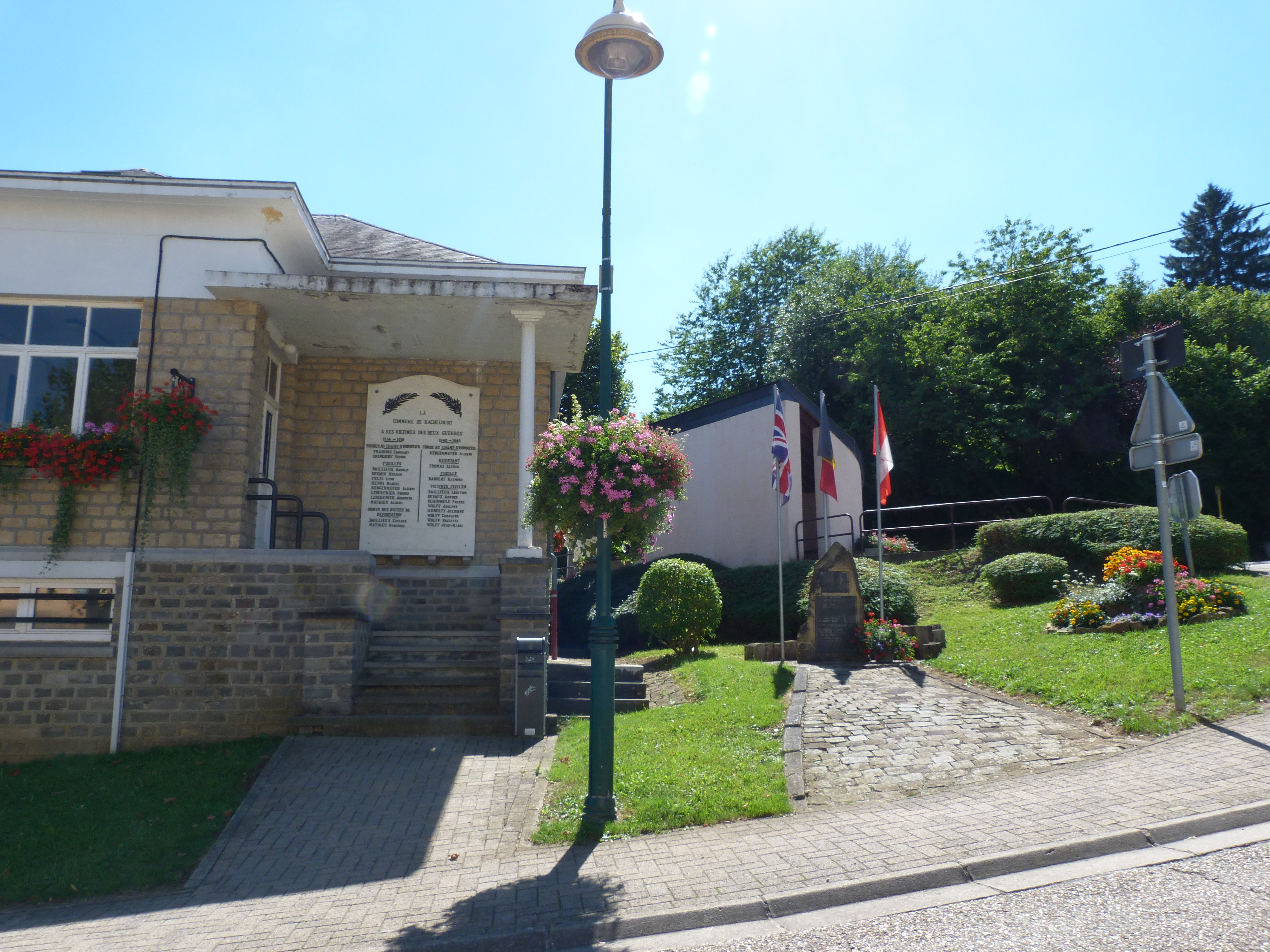
Le monument aux morts érigé pour commémorer le décès des aviateurs anglais lors du crash d'avion de 1944.

### Seconde guerre mondiale
Le 31 mars 1944, vers 03h30, deux bombardiers alliés d'une formation de 693 appareils (un anglais et un canadien) se percutent en plein ciel et s'écrasent près du lieu-dit de « l’épine Sainte-Marie ». Les deux appareils, un Avro Lancaster et un Handley Page Halifax revenaient d'un bombardement au-dessus de la ville allemande de Nuremberg. Il n'y eut qu'un seul survivant: le mitrailleur arrière de l'un des deux avions.
Une stèle commémorative de l’évènement est installée près de l'ancienne maison communale.

### Période contemporaine
Rachecourt était une commune à part entière jusqu'au 1er janvier 1977, date de l'instauration de la fusion des communes belges, lorsqu'elle fusionna avec Athus, Aubange et Halanzy afin de créer l'actuelle commune d'Aubange.

## Patrimoine et culture

### Patrimoine architectural et monumental

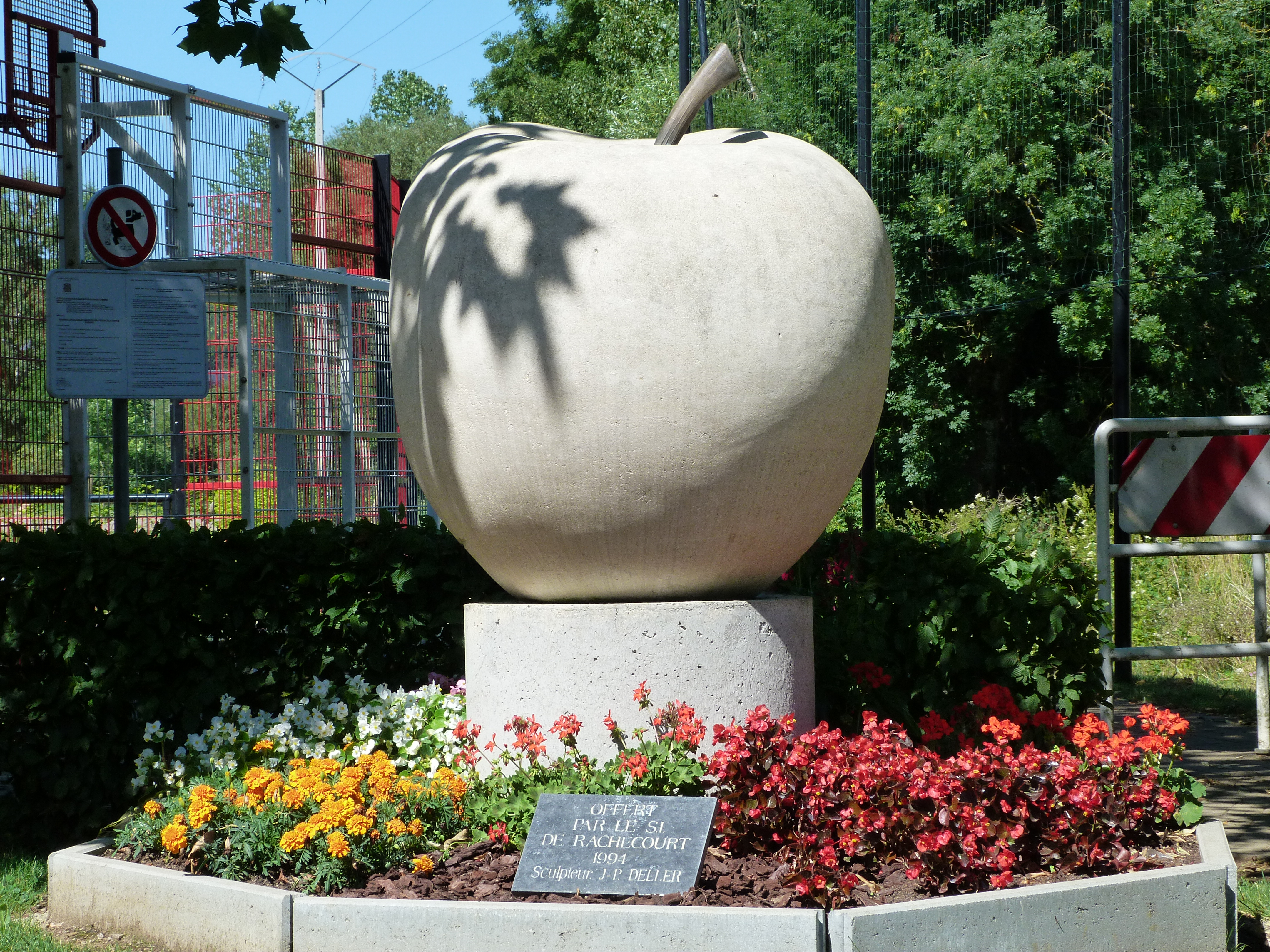
La pomme sculptée de Rachecourt rappelle la fête annuelle des pommes qui se tient au village.

- L'église Assomption de Notre-Dame[11].
- Deux calvaires classés.
- La Pomme de Rachecourt, sculpture de 1989 par Jean-Pol Deller[12].

### Culture
Rachecourt dispose d'une bibliothèque. Depuis mai 2008 elle s'appelle bibliothèque Frédéric Kiesel.

#### Folklore
La fête de la pomme est une foire artisanale ayant pour thèmes les pommes, organisée annuellement par le Syndicat d'Initiative du village au début de l'automne. Elle propose de nombreux produits dérivés du fruit, des stands didactiques, des animations de rue et l'on peut même y faire presser ses propres pommes pour en récolter le jus.

## Éducation
L'école communale de Rachecourt est une école d'enseignement maternel et primaire.

## Économie

### Transports
Une ligne de bus TEC relie le village à Athus, Messancy et Differt : la ligne 76/1.
Une ligne de bus TEC relie le village a Arlon: la ligne 20.

## Sports et vie associative

### Sports
Le village possède un club de football : le S.C. Rachecourt évoluant en division provinciale belge.
Le village possède aussi une école d'escalade qui dépend de l'Union Lorraine de Spéléologie. Club de niveau international.